# Coleochaete
Coleochaete ist eine Gattung von Grünalgen aus der Gruppe der Streptophyta. Sie wachsen im Süßwasser auf Wasserpflanzen epiphytisch, seltener auf anorganischen Hartsubstraten wie ins Wasser geworfenem Dosen oder Plastik.

## Beschreibung
Arten der Gattung bilden (haploide) Thalli aus Zellfäden, die in der Form je nach Art variabel sind. Die meisten Arten bilden Lager aus dicht gepackten Fäden, die an Gewebe erinnern und daher Pseudoparenchym genannt werden, in einigen Arten sind die Fäden aber auch locker verzweigt. Es lassen sich drei Grundtypen unterscheiden: Einige Arten bestehen aus zwei Typen von Fäden (heterotrich), mit einer Sorte Fäden, die auf der Substratoberfläche kriechen, und davon abgehenden, aufrecht wachsenden Fäden, die zusammen kissenförmige Lager bilden (zum Beispiel Coleochaete pulvinata). Bei anderen Arten fehlen die aufrechten (prostraten) Fäden, ihre Thalli bestehen nur aus, lockerer wachsenden kriechenden Zellfäden (zum Beispiel Coleochaete divergens). Bei anderen Arten sind ebenfalls nur die prostraten Fäden vorhanden, diese bilden aber ein dichtes, untereinander fusioniertes pseudoparenchymales Lager von scheibenförmiger Gestalt (zum Beispiel Coleochaete scutata).
Die Zellfäden sind bei allen Arten einreihig (uniseriat) und gabelteilig (dichtom) oder unregelmäßig verzweigt. In den prostraten Zellfäden sind die Einzelzellen sechseckig (hexagonal) oder polygonal, in den aufrechten langgestreckt. Jede Zelle besitzt einen Zellkern und auch nur einen, plattenförmigen wandständigen (parietalen) Chloroplasten mit je einem auffälligen Pyrenoid (selten mehreren). Vegetative Zellen sind auffallend durch rechtwinklig abstehende, Setae genannte Zellhaare, die in einer Blepharoplast genannten Struktur in der Zellwand verankert sind. Die Basis der Seta ist normalerweise eingeschlossen in eine gelatinöse Scheide. Die Setae gelten als Abwehreinrichtungen gegen Pflanzenfresser, abgebrochene Setae geben eine abschreckend wirkende Substanz frei. Die charakteristischen, von einer Scheide umhüllten Setae waren namensgebend für die Gattung (von griech. koleon: Scheide, Köcher und chaetos: Haar).

## Vermehrung und Lebenszyklus
Coleochaete vermehrt sich sowohl asexuell wie auch sexuell. Bei der asexuellen Vermehrung bildet sich aus je einer Zelle eine doppelt begeißelte Zoospore, die keinen Augenfleck besitzt. Zoosporen werden freigesetzt durch eine besondere Pore in der Zellwand, durch die sie mit amöboiden Bewegungen hervortreten. Nach einer Schwimmphase setzen sie sich auf geeignetem Substrat fest, resorbieren die Geißeln und scheiden eine Zellwand aus; daraus wächst wieder ein Thallus wie der Elternorganismus aus. Zoosporen können ganzjährig auftreten, sind aber im Frühsommer am häufigsten. Unter ungünstigen Umweltbedingungen werden alternativ sehr dickwandige, unbegeißelte Sporen, sogenannte Aplanosporen, gebildet.
Bei der sexuellen Fortpflanzung existieren je nach Art Thalli, bei denen beide Geschlechter auf einem Individuum ausgebildet werden (monözisch oder homothallisch) und solche, bei denen sie auf verschiedenen Individuen sitzen, diese also männlich oder weiblich sind (diözisch oder heterothallisch). Die, wie bei den Gefäßpflanzen, Antheridien genannten männlichen Anlagen stehen zu mehreren an der Spitze der Zellfäden. Jedes Antheridium produziert nur einen einzigen, mit zwei Flagellen begeißelten Spermatozoiden, der farblos oder grün sein kann. Die ebenfalls end- oder randständigen weiblichen Anlagen oder Oogonien bleiben auf dem Mutterorganismus, sie werden nicht freigesetzt. Sie sind meist flaschenförmig und entwickeln einen halsförmig abgeschnürten Fortsatz der Zellwand, der als Trichogyne bezeichnet wird. Bei reifen Oogonien öffnet sich die Spitze des Fortsatzes, es werden Substanzen ins Wasser abgegeben, die anlockend auf die Spermatozoiden wirken. Nach dem Eindringen eines Spermatozoiden und der Befruchtung wird die Trichogyne durch ein Septum abgetrennt. Die Oogonien von Coleochaete werden nach der Befruchtung sehr groß (bis zu 150 Mikrometer) durch Einlagerung von Reservestoffen aus dem mütterlichen Organismus. Sie bilden eine massive Zellwand aus, die zudem durch vom mütterlichen Organismus auswachsende Zellfäden eingehüllt wird, die eine geschlossene pseudoparenchymale Hülle oder Rinde bilden. Diese Struktur färbt sich später braun und wird dann Spermokarp genannt. Sie bleibt nach dem Absterben des Mutterorganismus erhalten und überwintert. Unter günstigen Umweltbedingungen kommt es zur Meiose und anschließend zu mitotischen Teilungen, bis etwa 8 bis 32 Tochterzellen gebildet sind. Jede dieser Zellen bildet sich schließlich in eine begeißelte Meiozoospore um, die nach dem Aufreißen der Hülle freigesetzt wird, aus der nach dem Festsetzen ein neuer Thallus gebildet wird.

## Ökologie
Die Arten der Gattung leben im Süßwasser in stehenden Gewässern wie Seen, aufwachsend auf Hartsubstraten, meist epiphytisch auf Wasserpflanzen oder den submersen Trieben von Röhrichtpflanzen wie Rohrkolben. Sie besiedeln dabei auch Armleuchteralgen, vor allem der Gattungen Chara und Nitella, wo sie selten auch ins Innere vordringen, also endophytisch wachsen. Seltener trifft man sie auf anderen Hartsubstraten aller möglichen Art an, in Aquarien wachsen sie nicht selten auf den Glasscheiben. Die europäischen und nordamerikanischen Arten bevorzugen klar nährstoffarme (oligotrophe) Gewässer und verschwinden bei Eutrophierung. Über die Biologie der tropischen Arten ist nur wenig bekannt.

## Phylogenie und Systematik
Die Gattung wird, mit drei weiteren, artenarmen und wenig bekannten Gattungen in einer Familie Coleochaetaceae geführt, die als einzige Familie die Ordnung Coleochaetales ausmacht. Mit der Ordnung der Chaetosphaeridiales (mit der bekanntesten Gattung Chaetosphaeridium) bildet diese die Klasse Coleochaetophyceae.
Die eigentümliche sexuelle Fortpflanzung der Coleochaete-Arten und weitere Gemeinsamkeiten wie die Ausbildung eines Phragmoplasten und weitere biochemische und ultrastrukturelle Merkmale haben bei Botanikern, schon seit Anfang des 20. Jahrhunderts, Theorien aufkommen lassen, die Gattung könne ein Modell für die Entstehung der Landpflanzen sein. Nach phylogenomischen Untersuchungen, bei denen die Verwandtschaft anhand des Vergleichs der Sequenzen homologer Gene ermittelt wird, bilden diese gemeinsam mit den Armleuchteralgen (Charales) und den Landpflanzen eine Streptophyta genannte Klade. Über die Position innerhalb der Streptophyta besteht allerdings zwischen verschiedenen Untersuchungen noch keine Einigkeit. Einige sehen sie als Schwestergruppe der Schmuckalgen (Zygnematophyceae), dies wird aber in anderen Analysen nicht immer bestätigt. Möglicherweise sind sie tatsächlich näher als die Armleuchteralgen mit den Landpflanzen verwandt, was die früheren Spekulationen aufgrund der sexuellen Fortpflanzung bestätigen würde.

## Arten
In der Datenbank Algaebase werden für die Gattung etwa 25 bisher beschriebene Artnamen aufgelistet. Davon werden, je nach Untersucher, etwa 10 bis 12 Arten als valide anerkannt. In der besser bekannten Algenflora Europas und Nordamerikas werden sieben weiter verbreitete Arten angegeben.
- Coleochaete divergens
- Coleochaete irregularis
- Coleochaete nitellarum
- Coleochaete orbicularis
- Coleochaete pulvinata
- Coleochaete scutata
- Coleochaete soluta